# Nykesha Sales
Nykesha Simone Sales (ur. 10 maja 1976 w Bloomfield) – amerykańska koszykarka występująca na pozycji niskiej skrzydłowej w zawodowej lidze WNBA, reprezentantka kraju, po zakończeniu kariery zawodniczej – trenerka koszykarska, obecnie asystentka trenera w drużynie akademickiej UFC Knights.
Druga zawodniczka po Sheryl Swoopes, która ma w dorobku 3000 punktów, 500 asyst i 400 przechwytów w WNBA. Jedna z dwóch zawodniczek, które wystąpiły we wszystkich meczach gwiazd ligi (WNBA All-Star Game).

## Euroliga koszykarek
- Sales w sezonie 2005/06 występowała w czeskim zespole Gambrinus Sika Brno ( Czechy), z którym wywalczyła mistrzostwo kraju oraz Euroligi. Dzięki świetnej grze w finale została wybrana MVP FINAL FOUR.
- Od 2007 w Lotosie Gdynia ( Polska)

## Osiągnięcia
Na podstawie, o ile nie zaznaczono inaczej.
NCAA
- Mistrzyni:
  - NCAA (1995)
  - turnieju konferencji Big East (1995–1998)
  - sezonu regularnego Big East (1995–1998)
- Uczestniczka rozgrywek:
  - NCAA Final Four (1995, 1996)
  - Elite 8 turnieju NCAA (1995–1998)
- Koszykarka Roku Konferencji Big East (1998)
- Most Outstanding Player (MOP=MVP) turnieju Big East (1997)
  - Defensywna zawodniczka roku Big East (1997, 1998)
- Debiutantka roku Big East (1995)
- Zaliczona do:
  - I składu:
    - All-American (1997, 1998)
    - Big East (1997, 1998)
    - turnieju Big East (1995, 1996)

  - Galerii Sław Sportu uczelni Connecticut – Huskies of Honor (2006)
  - Conference Academic All Star (1994–1996)

WNBA
- Wicemistrzyni WNBA (2004, 2005)
- Zaliczona do II składu WNBA (2004)
- Uczestniczka meczu gwiazd:
  - WNBA (1999–2006)
  - The Game at Radio City (2004)
- Liderka WNBA w przechwytach (2004)
- Została uwzględniona w głosowaniu na skład dekady WNBA

Drużynowe
- Mistrzyni
  - Euroligi (2006)
  - Czech (2006)
- Wicemistrzyni Polski (2007)
- Zdobywczyni pucharu:
  - Polski (2007)[2]
  - Czech (2006)

Indywidualne
- MVP:
  - Final Four Euroligi (2006)
  - kolejki FGE (2. półfinału, 3. meczu finału, 4. meczu finału – 2006/2007)[3][4][5]

Reprezentacja
- Mistrzyni:
  - uniwersjady (1997)
  - Pucharu Williama Jonesa (1994, 1996)
- Brąz Pucharu Williama Jonesa (1995)